# 彦琮
彦琮（げんそう、557年 - 610年）は、中国隋代の訳経僧であり、元通道観学士。

## 生涯
道宣の著した『続高僧伝』巻二の「隋東郡上林園翻経館沙門釈彦琮伝」に、
「釈彦琮、俗縁李氏、趙郡柏人人也、世號衣冠、門稱甲族」とあるように、彦琮は趙郡柏人県の李氏の出身で、代々、王朝に仕え、一門は甲族（高貴な家柄）と称された。
彼は幼い頃より優秀で、信都の僧辺法師の元で、須大拏経を読誦すると、七千言ある経文を一日で読誦した。更に数日で『大方等経』を終えたという。
天統3年（567年）、10歳に至り出家を許され、名を道江と改めた。経・律・論の三蔵に通じ、儒道等の外典にも明るかった。
天統5年（569年）、12歳にて、『法華経』を誦す。久しからずして鄴において講席を因循す。又、故郷の寺に帰り、『無量寿経』を講じた。
武平元年（570年）、14歳。晋陽に入り、講じ、且つ聴く。道は汾州・朔州に至り、名声は道儒に布く。北斉の後主が晋陽に行幸し、宣徳殿に招かれて『仁王経』を講ず。聴徒は200人で皆優れた人々ばかりだった。
建徳6年（577年）、北周の武帝が北斉を平定した際に、仏教の廃毀が行われた。
その結果、北斉にいた多くの僧が各地へ避難し、彼もまた、21歳にして還俗の身となった。だが、後にその才を認められて武帝によって長安に招かれて、通道観学士となった。この時に、名を彦琮と改めている。
北周の武帝死後、宣帝・静帝を経て、静帝より禅譲を受けた楊堅が隋を建てると、彦琮はそのまま、隋に仕えた。
開皇元年（581年）、北周では、仏教・道教が廃されたため、北周に仕えていた間は、還俗したままであった彦琮は、曇延の勧めにより落髪し、再び、沙門となった。
開皇3年（583年）に、道教を排斥する内容の「弁教論」を撰した。同年、西域より経典至る。その経の翻訳を勅される。
開皇12年（592年）より勅命により長安に入り翻訳を掌る。大興城の大興善寺で経典の漢訳に従事す。
仁寿2年（602年）、王舎の沙門至りて『舎利瑞図経』と『国家祥瑞録』を請う。勅命により、それらを梵語に翻訳し、十巻を西域に賜う。『沙門名義論別集』を著す。
大業2年（606年）、勅により、洛陽の上林園に建てられた翻経館に召されて住み、更に訳経を続けた。その漢訳経典の総数は、23部100巻余に及んだ。
そうした訳経と同時に、隋代以前の漢訳仏典、2,109部5,058巻を整理して『衆経目録』5巻を編纂した。また、勅を奉じて、慧矩と共に『天竺記』を著わした。
煬帝の時に日厳寺に入り、大業6年（610年）に入寂す（没す）。

## 著作
- 『西域志』10巻
- 『沙門名義論』
- 『唱導法』
- 『内典文会集』
- 『弁教論』
- 『衆経目録』
- 『西域伝』
- 『舎利瑞図経』（翻訳）
- 『国家祥瑞録』
- 『沙門名義論別集』
- 『天竺記』（裴矩と共同）
- 『弁正論』
- 『福田論』
- 『僧官論』
- 『慈悲論』
- 『黙語』
- 『鬼神論』
- 『通極論』
- 『弁聖論』
- 『通学論』
- 『善知識論』

※道宣『続高僧伝』巻二の「隋東郡上林園翻経館沙門釈彦琮伝」にて確認できる著作

## 伝記資料
- 『歴代三宝紀』巻12
- 『続高僧伝』巻2
- 『大唐内典録』巻5
- 『広弘明集』巻4、巻25